# Vestsverige
Vestsverige (Västsverige) eller det vestlige Sverige (Västra Sverige), er et uformelt geografik begreb, som nogenlunde svarer til Västra Götalands län og Hallands län.
Begrebet anvendes eksempelvis af Västsvenska Industri- och Handelskammaren og Hovrätten för Västra Sverige.
Vestsverige er også et såkaldt riksområde i international statistik, og omfatter i den sammenhæng Västra Götalands län og Hallands län, med NUTS-områdekoden SE05.